# Пархоменко Марія Пилипівна
Марі́я Пили́півна Пархо́менко (1896 , Тараси, Хабенська волость, Радомисльський повіт, Київська губернія, Російська імперія  — невідомо ) — український радянский діяч, селянка. Депутат Верховної Ради УРСР 1-го скликання.

## Біографія
Народилася 1896 року в бідній селянській родині Пилипа Катюшенка в селі Тараси, тепер колишнє село Поліського району Київської області, Україна. З малих літ працювала в наймах.
З 1932 року працювала ланковою з льону в колгоспі імені Петровського села Тараси Кагановицького району Київської області. У 1938 році зібрала врожай льоноволокна по 10,45 центнера і врожай насіння льону по 2,2 центнера із кожного гектара.
26 червня 1938 року обрана депутатом Верховної Ради УРСР 1-го скликання по Чорнобильській виборчій окрузі № 66 Київської області.
Член ВКП(б) з 1938 року.
Під час німецько-радянської війни — в евакуації в Саратовській області.
З 1944 року — голова Тарасівської сільської ради депутатів трудящих Київської області.

## Нагороди
- орден «Знак Пошани» (7.02.1939)
- велика срібна медаль ВСВГ